# Croton brachypus
Espèce
Classification APG III (2009)
Croton brachypus est une espèce de plantes à fleurs du genre Croton et de la famille des Euphorbiaceae, présente au Queensland (Péninsule du cap York).